# Fatális
Fatâlis es el décimo álbum de estudio del grupo mexicano de rock La Barranca. Este álbum logró vender alrededor de 5000 copias en México. El disco es la musicalización de la obra silente "El fantasma de la ópera" de 1925 dirigida por Rupert Julian y compuesta expresamente para musicalizar en vivo la proyección de la misma durante el ciclo Bandas Sonoras de la Cineteca Nacional de México.

## Lista de temas
| N.º   | Título                                       | Escritor(es) | Duración |  |
| 1.    | «El palacio de la ópera»                     |              | 4:29     |  |
| 2.    | «Christine»                                  |              | 3:37     |  |
| 3.    | «Amenaza»                                    |              | 1:33     |  |
| 4.    | «Muerte en el escenario»                     |              | 3:43     |  |
| 5.    | «Habla la sombra»                            |              | 2:45     |  |
| 6.    | «Descenso al subterráneo»                    |              | 4:19     |  |
| 7.    | «Declaración de amor»                        |              | 4:03     |  |
| 8.    | «Desenmascarado»                             |              | 3:24     |  |
| 9.    | «Carnaval / Muerte roja»                     |              | 3:44     |  |
| 10.   | «Ahorcado»                                   |              | 2:57     |  |
| 11.   | «El rapto»                                   |              | 2:14     |  |
| 12.   | «Gran final (Traición, fuga y linchamiento)» |              | 8:07     |  |
| 44:55 |                                              |              |          |  |